# Ерзинджан (вилает)
Ерзинджан (на турски: Erzincan) е вилает в Източна Турция. Административен център на вилаета е едноименният град Ерзинджан.
Вилает Ерзинджан е с население от 213 538 жители (оценка от 2007 г.) и обща площ от 11 974 кв. км. Вилает Ерзинджан е разделен на 9 общини.

## Население
Численост на населението според преброяванията през годините:
| Година | Численост |
| 1990   | 299 251   |
| 2000   | 316 841   |
| 2011   | 214 863   |